# Казьмерув (Мазовецьке воєводство)
Казьмерув (пол. Kaźmierów) — село в Польщі, у гміні Сохачев Сохачевського повіту Мазовецького воєводства.
Населення — 154 особи (2011).
У 1975-1998 роках село належало до Скерневицького воєводства.

## Демографія
Демографічна структура станом на 31 березня 2011 року:
|          | Загалом | Допрацездатний вік | Працездатний вік | Постпрацездатний вік |
| -------- | ------- | ------------------ | ---------------- | -------------------- |
| Чоловіки | 81      | 24                 | 52               | 5                    |
| Жінки    | 73      | 15                 | 46               | 12                   |
| Разом    | 154     | 39                 | 98               | 17                   |